# Rétiaire
Pour l'araignée, voir Deinopis.
Pour le roman de DOA, voir Rétiaire(s).

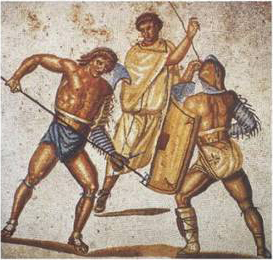
Un rétiaire affronte un secutor avec son trident. Mosaïque d'une villa romaine à Nennig.

Le rétiaire (Prononciation habituelle : [ʀesjε:ʀ]. Étymologie : latin retiarius, littéralement, « combattant au filet ») était un des types de gladiateurs romains. Son armement caractéristique  (brassard, filet, trident, poignard) fait du rétiaire un gladiateur atypique.

## Histoire
La première représentation d'un combattant armé d'un trident date de la fin du Ier siècle av. J.-C. Elle figure sur un gobelet du potier Chrysippus provenant de Lyon et montre un proto-rétiaire encore fort éloigné de sa forme classique. Il est doté d'un casque et d'une cotte de mailles. Par contre le poignard ne fait pas encore partie de sa panoplie.
Les rétiaires sont devenus l'attraction de référence du milieu du Ier jusqu'au IIIe siècle. L'absence de protection et le recours à des tactiques d'évitement lors des combats des rétiaires avaient des détracteurs. Des passages de l'œuvre de Juvénal, Sénèque et Suétone suggèrent que les rétiaires qui combattaient en tunique (retiarii tunicati) n'étaient pas considérés comme des vrais combattants, mais comme des clowns. Néanmoins, des œuvres d'art, des graffitis, des gravures tombales montrent qu'ils avaient, apparemment, la réputation de combattants qualifiés et appréciés. Ceci, selon plusieurs auteurs, implique que des gladiateurs en tunique n'étaient que des acteurs caricaturant les gladiateurs.
Au départ, son opposant était le mirmillon, puis, à partir du milieu du Ier siècle, le secutor. Il était également opposé, de manière peu fréquente, au scissor. L'opposition du rétiaire contre le mirmillon composait une mise en scène où l'humble pêcheur, équipé de son filet et de son trident, fait surgir un monstre marin figuré par le mirmillon.

## Équipement

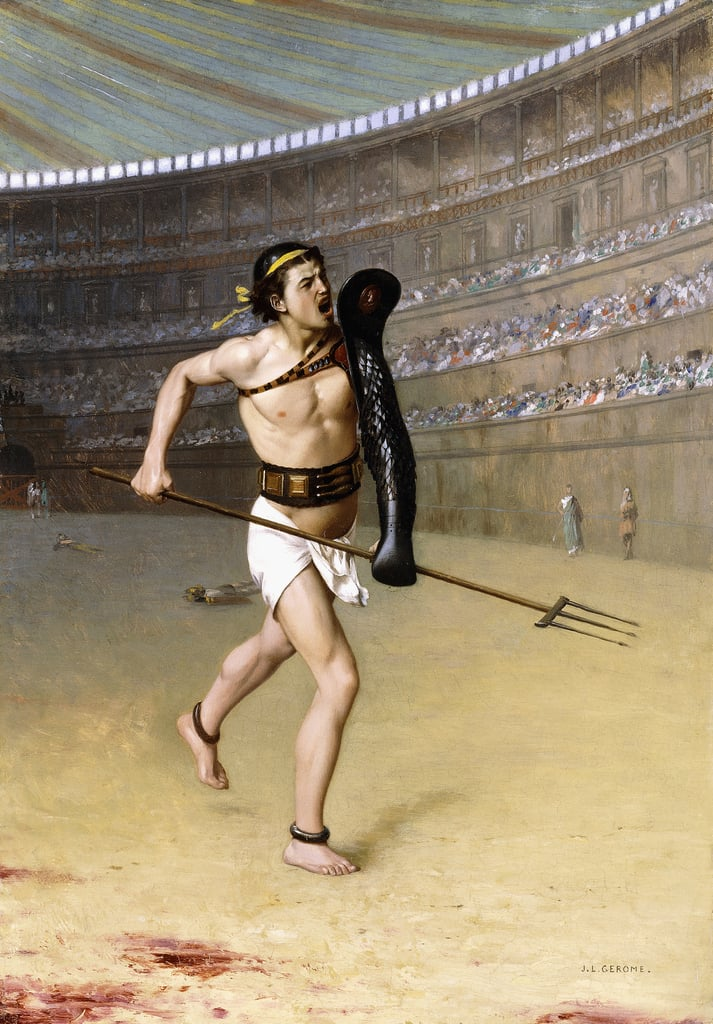
Le rétiaire par Jean-Léon Gérôme.

Le rétiaire combattait avec des équipements dont certains évoquent un pêcheur : un filet (rete en latin, d'où le nom de rétiaire), un trident (fuscina ou tridens) d'une longueur d'environ 160 à 170 cm qu'il tient des deux mains et un poignard (pugio), qu'il tient en même temps que le trident (soit en main gauche s'il a encore le filet soit en main droite s'il a perdu son filet). Certaines représentations, comme la mosaïque de Nennig, permettent de voir que la base du trident est munie de crochets permettant d'accrocher le bouclier de son adversaire pour le tirer vers lui.
Le rétiaire combattait avec une protection légère. Au niveau du bras gauche un brassard (manica en latin) peut-être matelassé et noué par des lanières, plus tardivement en cotte de mailles ou en écaille. La manica forme un ensemble avec une épaulière, le galerus). Ce dernier épouse l'épaule, qu'il dépasse de manière à offrir une protection au cou et à la tête. Il peut être recourbé vers l'avant au sommet. On en possède trois exemplaires, provenant de la caserne des gladiateurs de Pompéi. Deux sont conservés au Musée archéologique national de Naples, le troisième au Musée du Louvre. 
Généralement, il portait comme unique vêtement un pagne (subligaculum) maintenu par une large ceinture (balteus) ou, dans certains cas, une tunique courte. Il ne portait ni chaussures ni protection sur la tête.

## Technique de combat
Le rétiaire était régulièrement opposé au secutor fortement armé. Le rétiaire compensait son manque d'équipements de protection par sa vitesse et son agilité à éviter les attaques de son adversaire et attendre l'occasion de l'attaque. Il tentait d'abord de jeter son filet sur son rival. Si cela réussissait, il l'attaquait avec son trident tandis que son adversaire était empêtré dans le filet. Une autre tactique consistait à emmêler les armes de son adversaire dans son filet et à les tirer hors de sa portée, laissant l'adversaire sans défense. Si le filet manquait le secutor ou si ce dernier réussissait à s'en débarrasser, le rétiaire abandonnait généralement son arme, mais il pouvait aussi essayer de la récupérer pour un second lancer. Habituellement, le rétiaire finissait son combat avec son trident et son poignard. Son trident, haut comme lui, permettait au gladiateur de porter des coups rapides et de tenir son adversaire à distance. Il s'agissait d'une arme puissante, capable d'infliger des blessures profondes à un crâne ou un membre non protégé. Le poignard était l'arme finale de sauvegarde du rétiaire, au cas où il perdait son trident ou en phase de corps à corps. Il était réservé au combat rapproché, ou comme moyen rapide d'achever le combat. 
Dans certains combats, dits de pontarii, des gladiateurs équipés en rétiaires (mais il n'est pas évident qu'il s'agissait des mêmes rétiaires que ceux qui combattaient en duel) faisaient face à d'autres équipés en secutores. Dans ce cas, les rétiaires se tenaient sur une estrade (pons, d'où leur nom). À chaque extrémité se trouvait une rampe d'accès inclinée à 45°. Le rétiaire, dépourvu de filet dans ce type de combat, disposait de boulets, sans doute en pierre ou en métal, pour repousser les secutores qui tentaient d'escalader la rampe.

## Résumé

### Armement
- trident
- filet
- poignard.

### Protection
- tête nue
- galerus : épaulière protégeant le haut de l'épaule et la base du cou
- fasciae: bandelettes destinées à renforcer les articulations, surtout les chevilles, car le rétiaire, dont la tactique peut consister à fuir devant un adversaire plus lourd, doit se prémunir contre les foulures.

### Technique de combat
- immobilisation par le filet
- son galerus lui protège l'épaule gauche des coups latéraux.

## Galerie

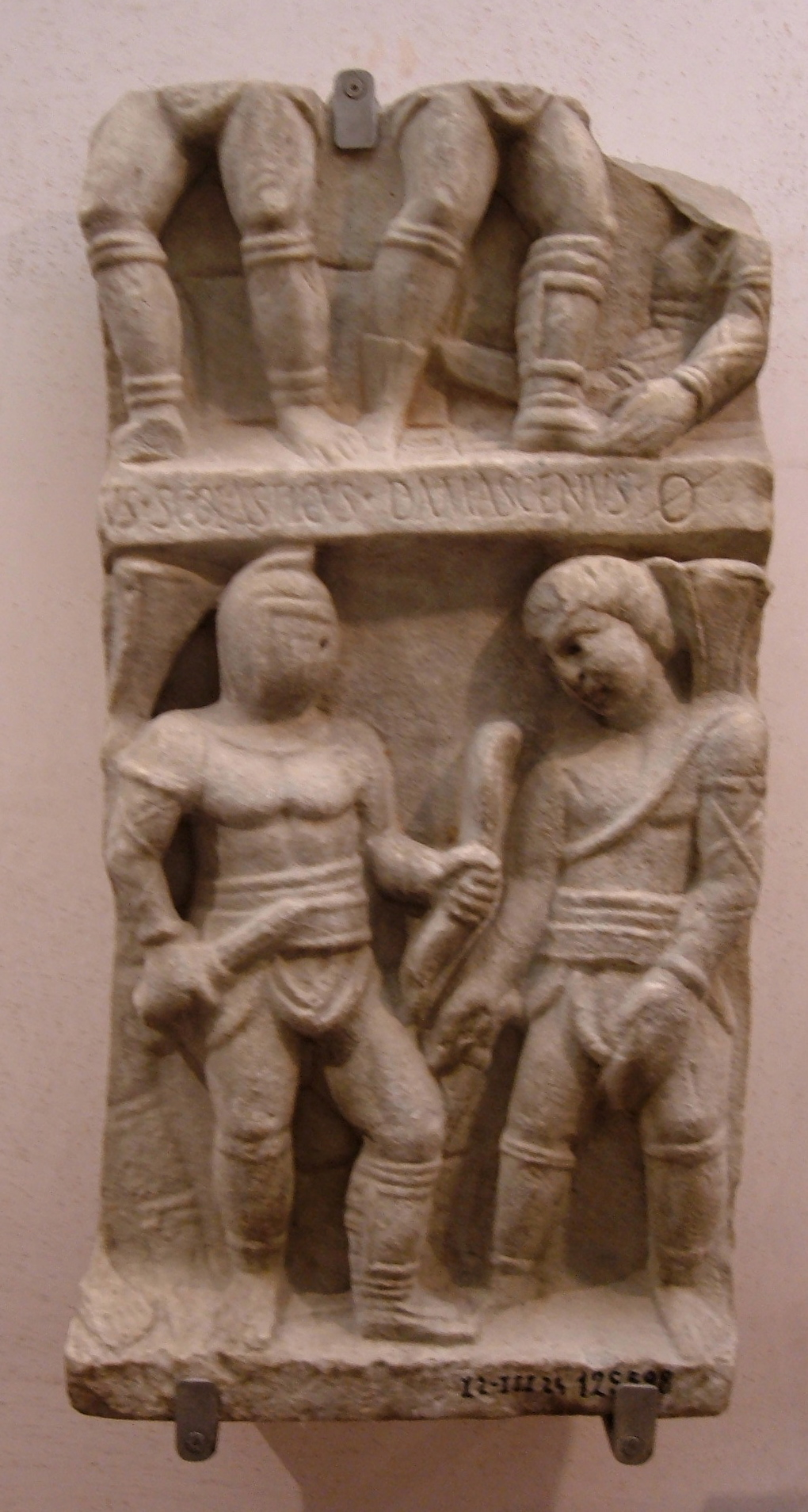
Rétiaire contre Secutor
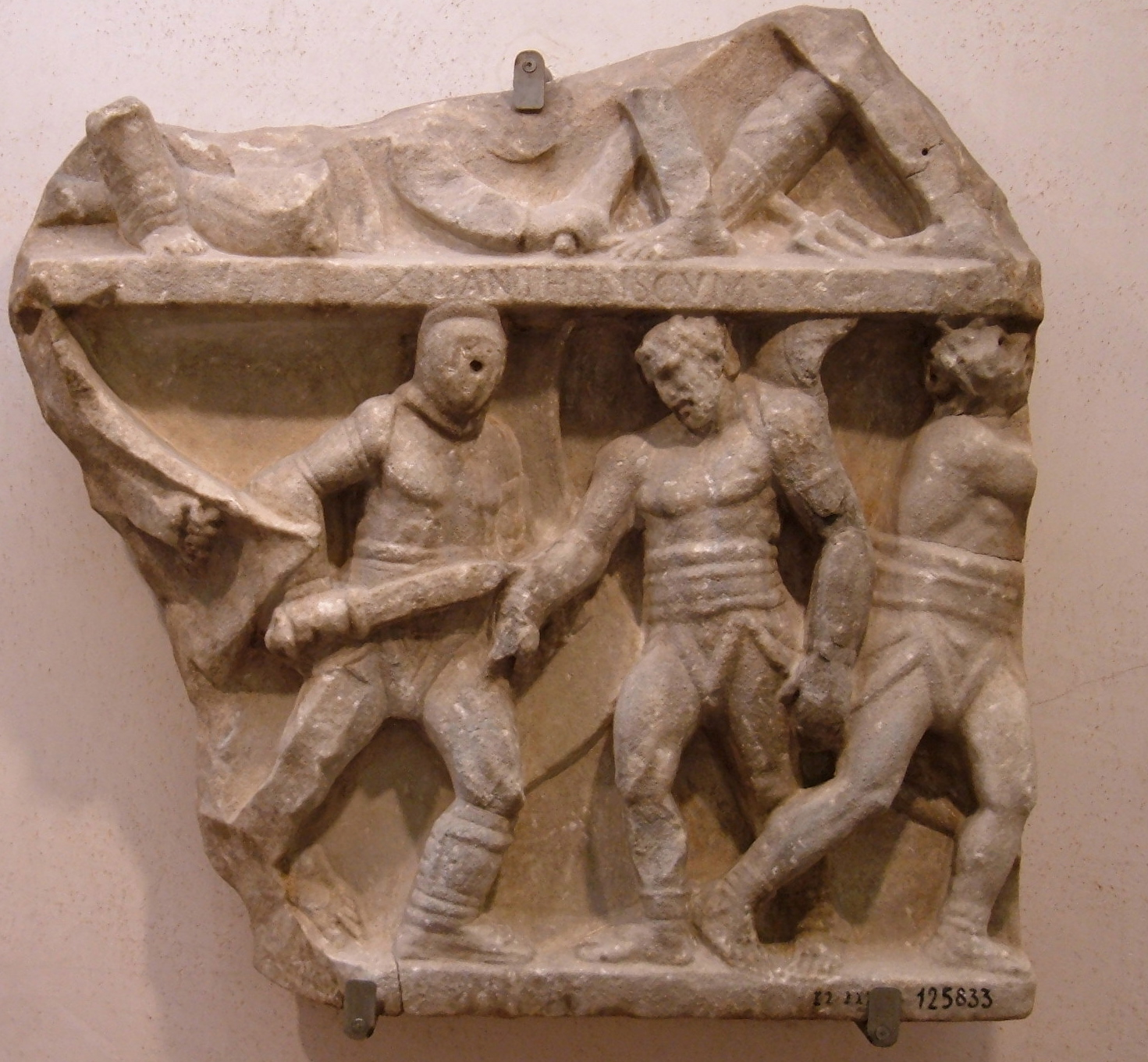
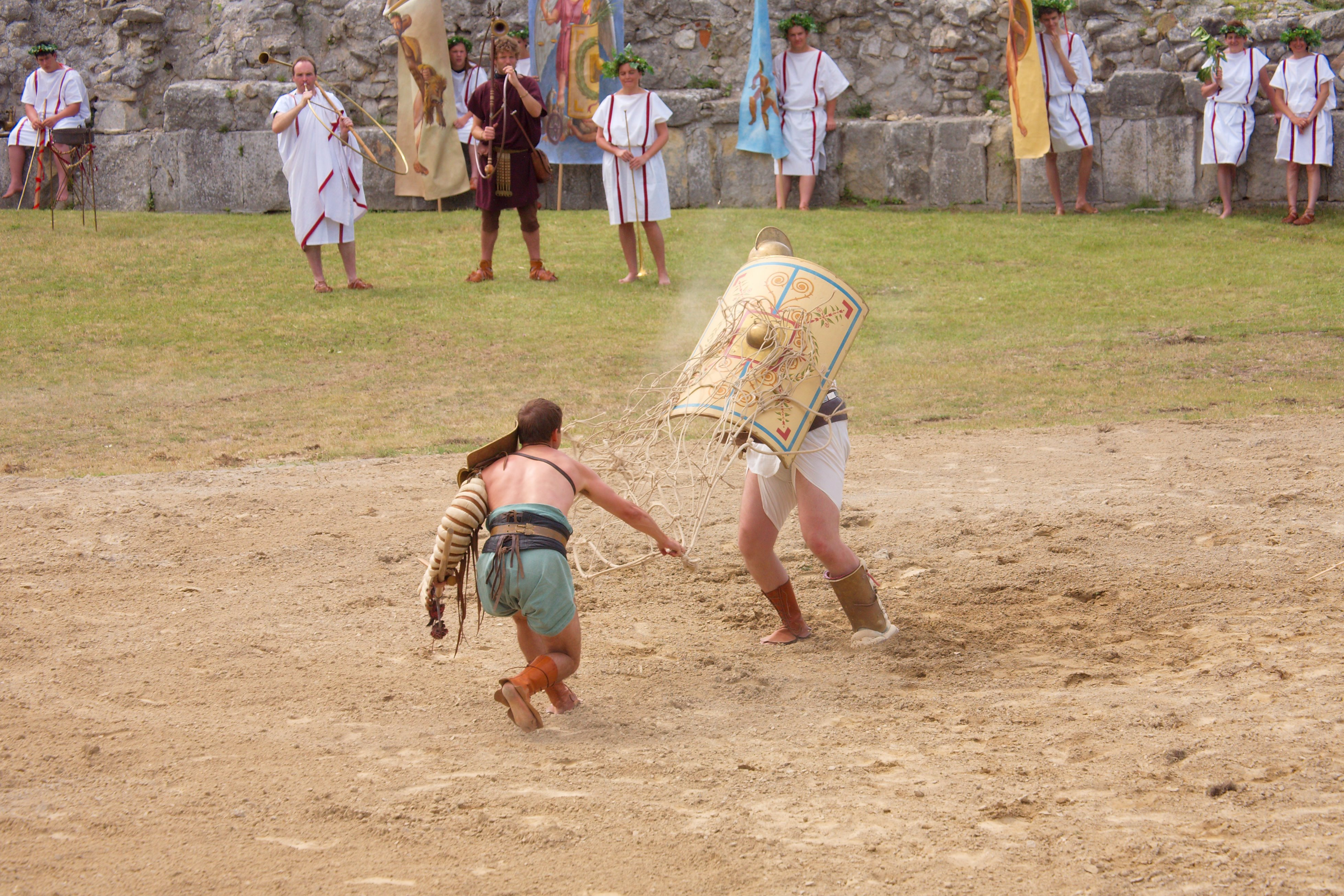
Reconstitution à Carnuntum
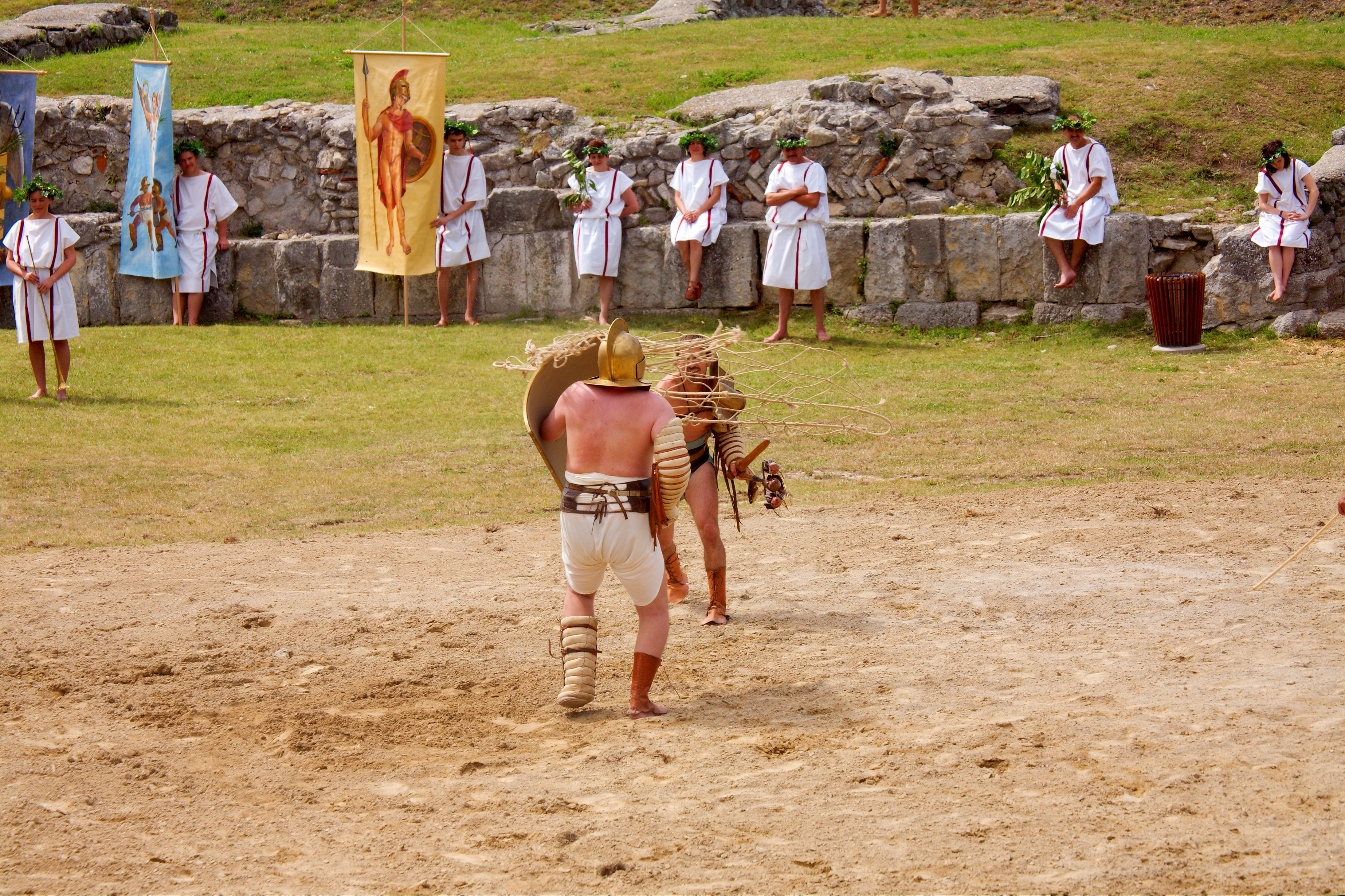
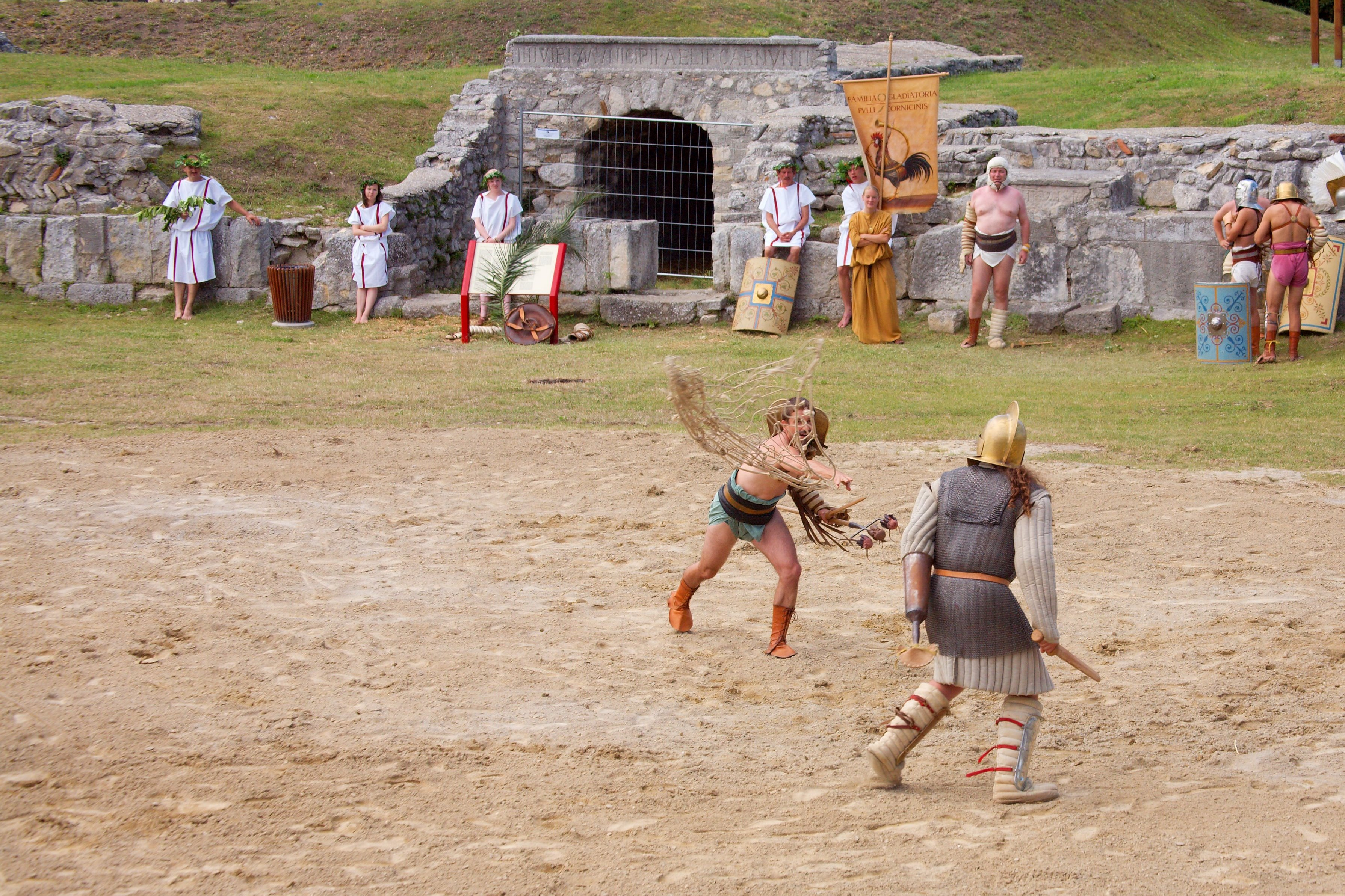
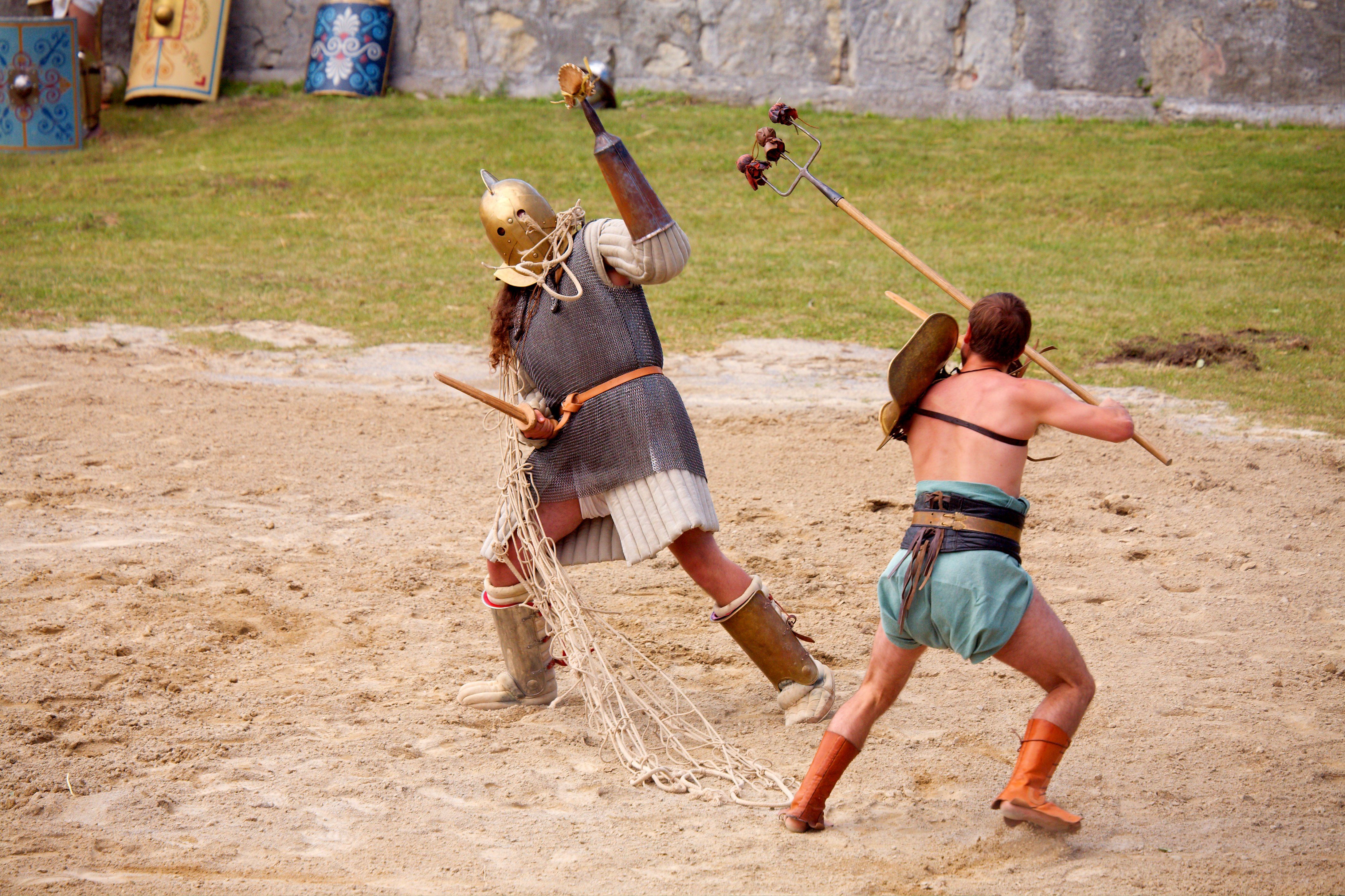
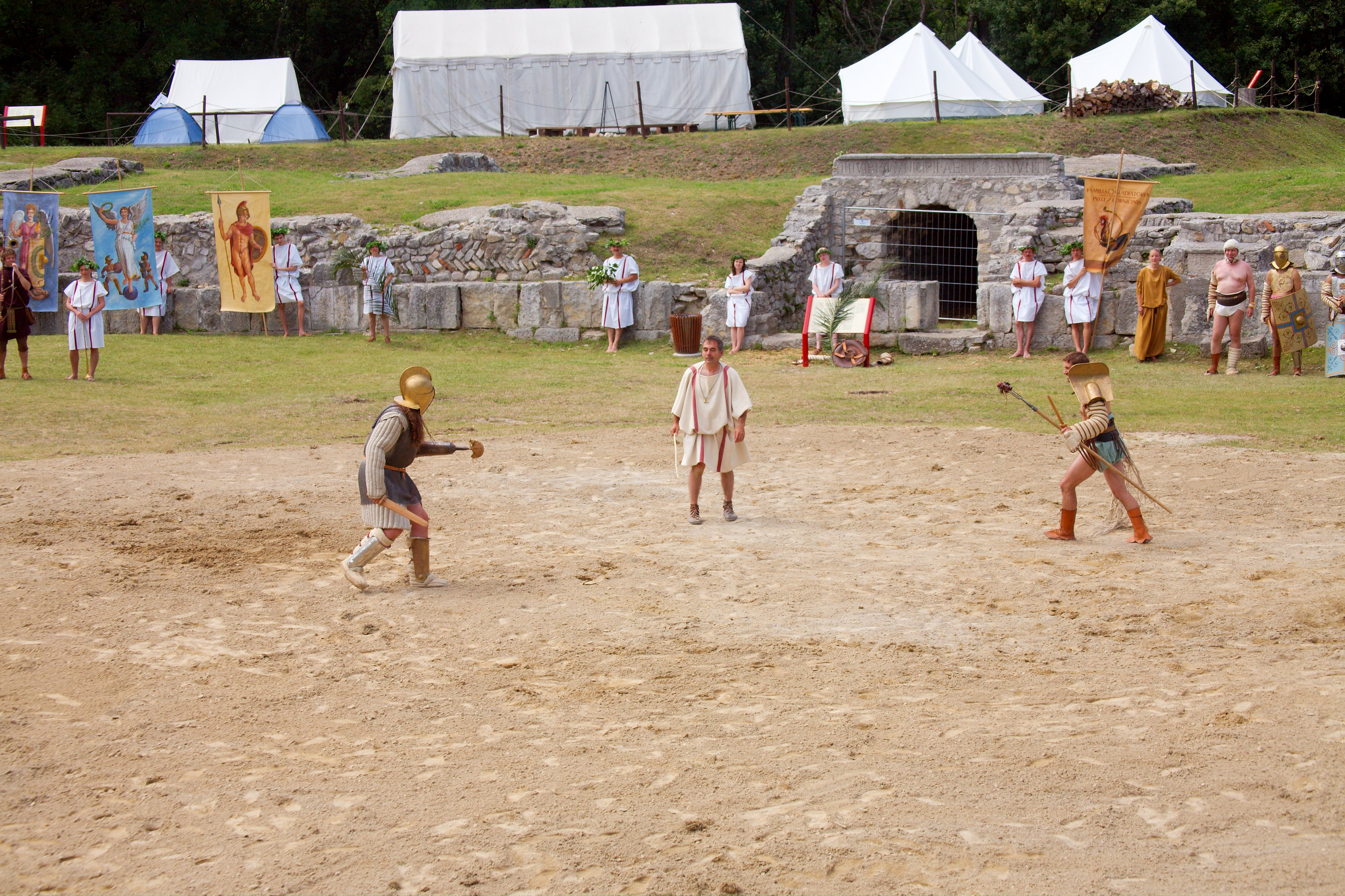
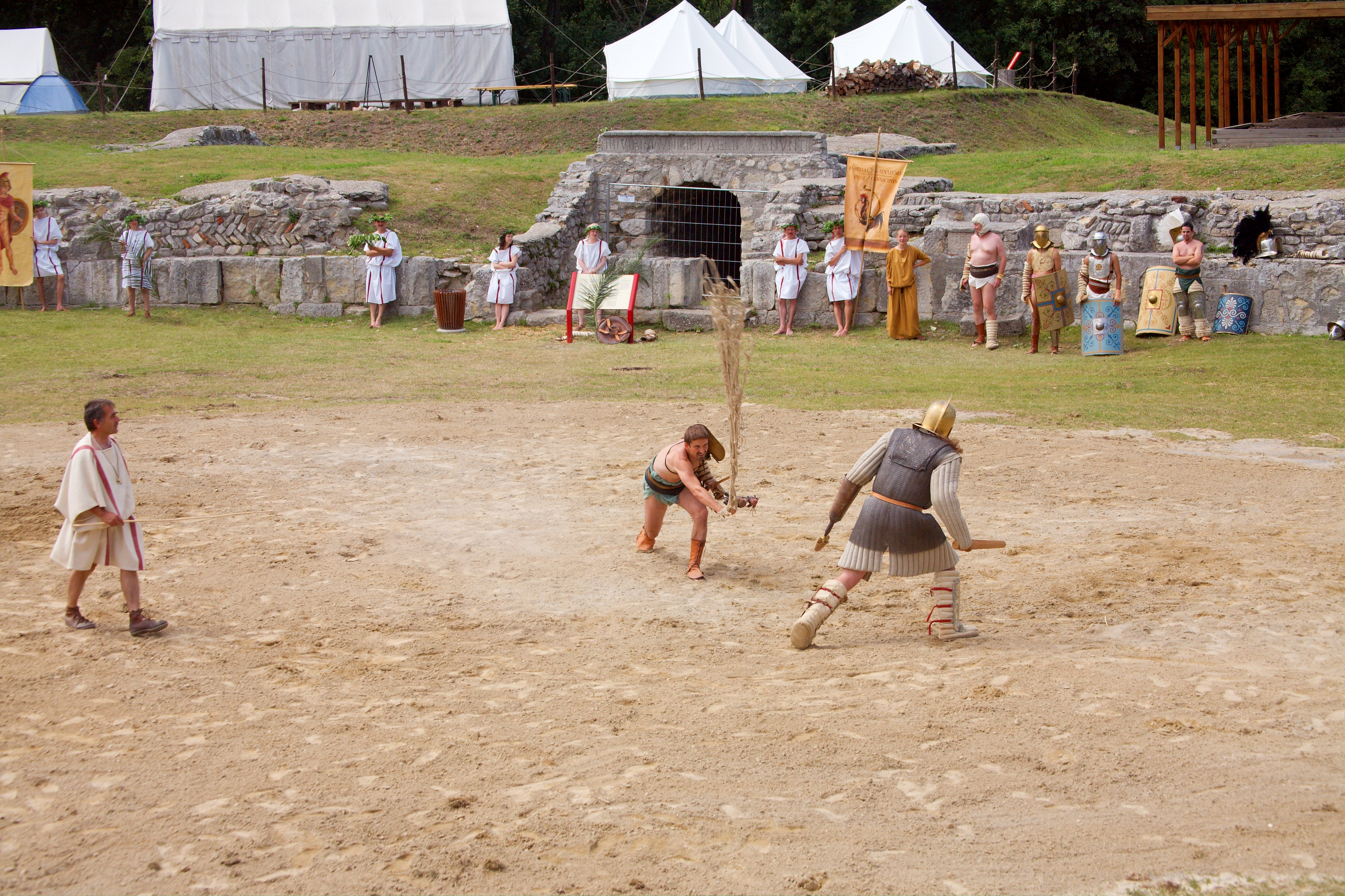
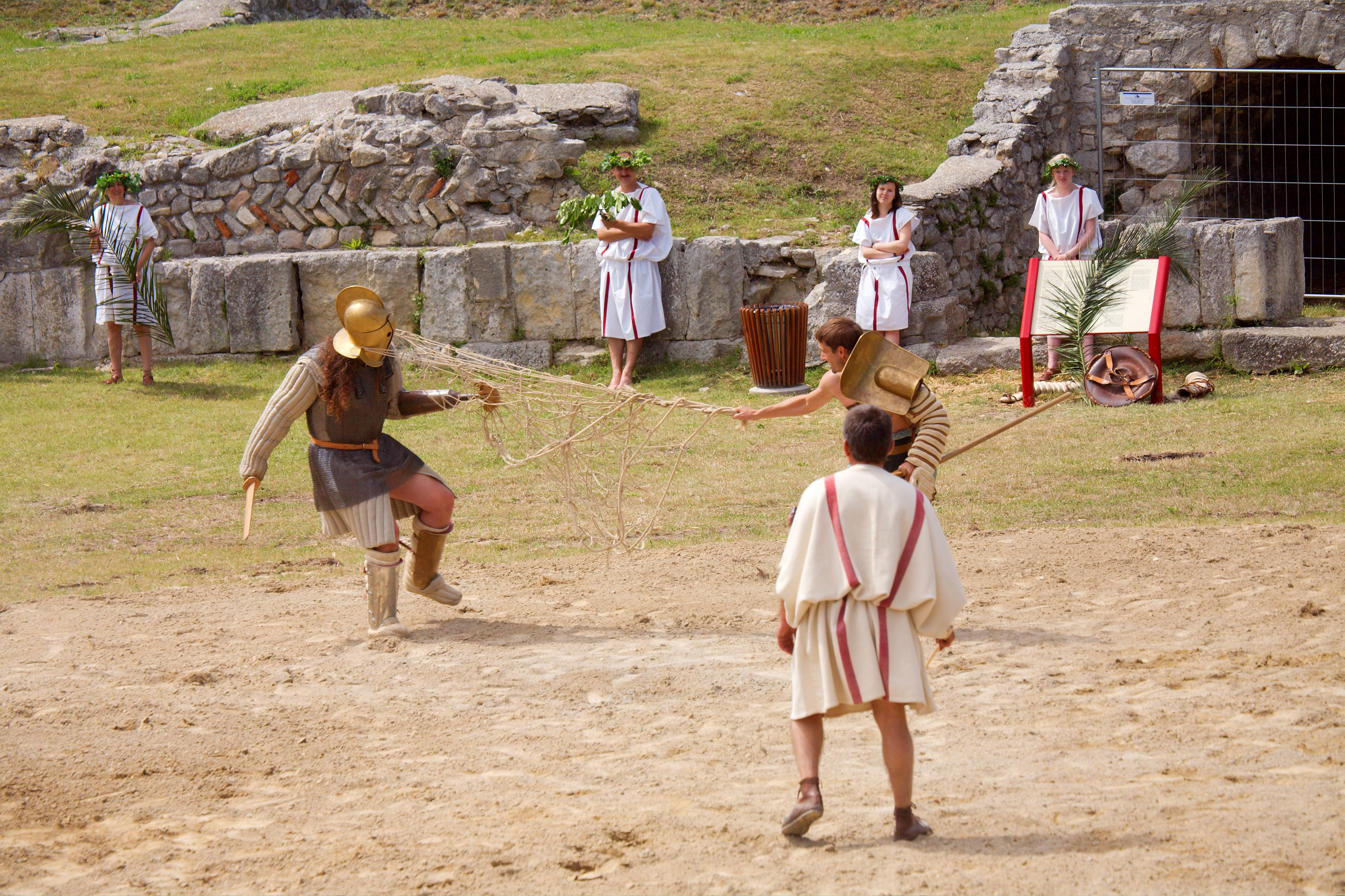